# Maximilian Rapp
Maximilian Rapp (* 15. Februar 1897; † 1972) war ein deutscher Jurist.

## Leben
Rapp war vom 1. Oktober 1956 bis zum 8. Januar 1959 Richter am Bundesverwaltungsgericht. Ab 1960 war er Präsident des Verwaltungsgerichtshofs Baden-Württemberg.
| Personendaten    | Personendaten    |
| ---------------- | ---------------- |
| NAME             | Rapp, Maximilian |
| KURZBESCHREIBUNG | deutscher Jurist |
| GEBURTSDATUM     | 15. Februar 1897 |
| STERBEDATUM      | 1972             |